# مارچوبه (اردستان)
مارچوبه یک روستا در ایران است که در استان اصفهان واقع شده‌است. مارچوبه ۱۵۵ نفر جمعیت دارد.